# Allograpta syrphica
Allograpta syrphica är en tvåvingeart som först beskrevs av Giglio-tos 1892.  Allograpta syrphica ingår i släktet Allograpta och familjen blomflugor. Inga underarter finns listade i Catalogue of Life.